# Johann Fabri
Johann Fabri, též česky Jan Fabri či Jan Faber (1478, Leutkirch im Allgäu – 21. května 1541, Baden), byl humanista a od roku 1530 biskup vídeňský. V letech 1534–1541 také 38. proboštem litoměřické kapituly.

## Akademické vzdělání
Jan Fabri se probošt narodil v Leutkirchen v Allgäu ve Württenbersku. Jeho otec používal rodové příjmení Heigerlin, ale používat jako své příjmení i název svého řemesla – Fabri. Toto příjmení převzal i Johann, který studoval nejdříve ve švýcarském Fribourgu, kde dosáhl hodnosti magistr svobodných umění a doktor obojího práva. Někdy se mylně uvádí, že se stal členem dominikánského řádu. Ovšem dominikán Fabri (stejné příjmení), narozený ve švýcarském Fribourgu, se stal profesorem v Bologni a pak dvorním kazatelem císaře Maxmiliána I.
Jan Fabri byl po vysvěcení farním vikářem v Lindau a pak v rodném městě Leutkirchen, od roku 1514. Brzy byl znám jako výborný kazatel, a proto byl roku 1517 jmenován biskupským oficiálem a kanovníkem v Basileji. Papež Lev X. (1513–1521) ho jmenoval apoštolským protonotářem a později i generálním vikářem v Kostnici. Byl zaníceným humanistou, a proto se stýkal především s humanisty – například s proslulým Erasmem Rotterdamským (1467–1536). Sám Johann Fabri byl horlivým příznivcem reformy církve v duchu katolickém a odpůrcem opoziční reformace. Stal se proto autorem polemik proti Husovi, Lutherovi a dalším reformátorům. Osobně vystupoval proti Zwinglimu v Zürichu (1522) a v Badenu (1526). Účastnil se i říšských sněmů ve Špýru (1529) a Augsburgu (1530). Proto také vyvracel Augsburskou konfesi.

## Církevní úřady
Arcivévoda Ferdinand Habsburský, pozdější císař Ferdinand I. (1531), si Jana Fabriho zvolil pro svůj dvůr. Fabri se stal jeho zpovědníkem a členem rady. Byl pověřován také důležitými jednáním. Roku 1528 se s císařským dvorem přestěhoval do Vídně, kde vystupoval opět proti rostoucímu luterství. Brzy byl jmenován proboštem v uherském Budíně a stal se i koadjuktorem biskupa Dietricha na Vídeňském Novém Městě. Již roku 1530 se sám stal vídeňsko-novoměstským biskupem. Vídeň byla tehdy ve velmi neutěšeném stavu, protože Turci ve městě vypálili zejména kostely, fary a jejich dvory, a tak Fabri psal: „jsem biskupem bez duchovních“. Císař mu chtěl jeho situaci ulehčit, a proto jej jmenoval roku 1531 pražským kanovníkem a arcijáhnem.

## Litoměřické proboštství
Litoměřickým proboštem byl jmenován roku 1534. Důvodem těchto jmenování byla skutečnost, že vídeňsko-novoměstské biskupství bylo jen velmi nepatrně dotováno. Na shromáždění císařských stavů 13. dubna 1545 byla přijata stížnost na jmenování Fabriho litoměřickým proboštem. K císaři byl vznesen požadavek, aby neobsazoval hlavní duchovní i světské úřady cizinci.
Po svém nástupu do funkce v Litoměřicích se Fabri dostal brzy do sporu s tamním kapitulním děkanem Janem Horákem (1534–1541). Fabri se jako vídeňský biskup jen zřídka a přechodně vyskytoval v Litoměřicích. Spor vznikl proto, že Fabri požadoval v nové litoměřické rezidenci byt hodný jeho postavení. Rezidenci ale obýval od své instalace právě děkan Horák. Spor musel být nakonec na žádost obou sporných stran řešen roku 1537 zvlášť jmenovanými třemi královskými rozhodčími komisaři: zemským hejtmanem v Lužici Ladislavem Berkou z Dubé, dále královským podkomořím rytířem Wolfhartem von Plankenerde-Kinsberg. Třetím rozhodčím byl probošt z Bischoszell a kanovník v Kostnici ThDr. Petr Speiser. Komise určila polovinu rezidence kapitulnímu děkanovi a polovinu proboštovi nebo jeho zástupci, přičemž rozdělení obytných a užitkových místností měl určit kapitulní děkan. Pro správu příjmů měli oba preláti společného světského úředníka; toto řešení použil již předchozí probošt Žák. Úředník pověřený správou příjmů a výdajů byl povinen vyhotovit dvakrát ročně finanční uzávěrku. Úředník, placený z příjmů, je v majetkových věcech vázán mlčenlivostí, se svými návrhy musel seznámit obě strany, bdít nad stavem vinic a všech polností. Příjmy se poskytovaly přednostně těm, kdo konají duchovní službu v chrámu (kaplan, Ondřej Sobek, řeholní duchovní a kalkant šlapající měchy). Zbývající příjmy si rozdělí probošt a děkan ve stejné výši. Pokud by se probošt zdržoval v Litoměřicích, musí žít na vlastní náklady. Bylo předepsáno například i dělení vína. Bohoslužby a kázání měl řídit děkan. Pozůstalost po Žákovi se měla rozdělit mezi probošta a děkana kapituly, nic se z ní však nesmí prodat. Všechna tato rozhodnutí měla platnost tři roky, do roku 1540.

## Závěr života a odkaz
Probošt Fabri požádal císaře Ferdinanda I., pobývajícího v Augsburgu, aby potvrdil všechna práva a privilegia kolegiátní kapituly. Biskup a probošt zemřel 21. května 1541 za velikého moru ve Vídni a byl pochován v tamní katedrále sv. Štěpána pod kazatelnou. Jeho rozsáhlá knihovna byla předána vídeňské dvorní knihovně. Nástupcem a novým biskupem se ve Vídni stal Friedrich Nausea (1541–1552), který byl přítelem Fabriho. Z řady studií Fabriho jmenujme zejména homiletické texty, které byly v letech 1537–1540 vydány v Kolíně nad Rýnem ve třech svazcích. Polemické spisy Fabriho vydal roku 1537 Johannes Cochläus.